# Südpazifische Zyklonsaison 2012–2013
Die Südpazifische Zyklonsaison 2012–2013 war der Zeitraum des Jahres, in dem sich die meisten tropischen Wirbelstürme im Südpazifik östlich von 160° östlicher Länge bildeten. Die Saison startete offiziell am 1. November 2012 und endete am 30. April 2013. In dieser Saison werden jedoch alle tropischen Wirbelstürme genannt, die sich zwischen dem 1. Juli 2012 und dem 30. Juni 2013 bildeten.
Innerhalb des südpazifischen Beckens werden tropische Zyklone vom Regional Specialized Meteorological Center (RSMC) überwacht, mit dessen Aufgaben der Fiji Meteorological Service in Nadi, Fidschi und durch ein Tropical Cyclone Warning Center (TCWC) in Wellington, das Meteorological Service of New Zealand betreibt. Das RSMC Nadi vergibt für alle Systeme, die innerhalb des Südpazifiks entstehen oder in dieses Gebiet ziehen, eine Bezeichnung, die aus dem Buchstaben F und einer laufenden zweistelligen Nummer besteht. Das Joint Typhoon Warning Center (JTWC) der Vereinigten Staaten gibt im Südpazifik inoffizielle Sturmwarnungen aus; dabei werden Stürme mit dem Buchstaben P und einer zweistelligen Zahl identifiziert. Die Sturmwarnungen des JTWC richten sich primär an militärische Einrichtungen der Vereinigten Staaten. Das RSMC Nadi und das TCWC Wellington wenden die australische Skala an, der andauernde zehnminütige Windgeschwindigkeiten zugrunde liegen, während das JTWC einminütige Windgeschwindigkeiten und die Saffir-Simpson-Hurrikan-Windskala verwendet.

## Stürme

### Tropische Störung 01F
Am 6. November meldete das RSMC Nadi, dass sich 400 km südwestlich von Suva, Fidschi die erste tropische Störung der Saison gebildet hat. Die Störung konnte sich jedoch nicht entwickeln und verließ am folgenden Tag den Verantwortungsbereich von RSMC Nadi.

### Tropische Depression 02F
Am 18. November meldete das RSMC Nadi, dass sich 820 km nordöstlich von Port Vila, Vanuatu die zweite tropische Störung der Saison gebildet hat. Zwei Tage nach der Bildung, am 20. November, meldete das RSMC Nadi, dass sich das System aufgrund der guten Bedingungen zur weiteren Entwicklung in eine tropische Depression verstärkt hatte. Die Depression zog im weiteren Verlauf streng nach Südosten und verließ am 24. November den Verantwortungsbereich des RSMC Nadi.

### Tropische Depression 03F
Am Morgen des 9. Dezembers berichtete das RSMC Nadi, dass sich die dritte tropische Störung der Saison 180 km nordnordwestlich von Maupiti, Gesellschaftsinseln gebildet hat. Nur sechs Stunden später wurde diese zu einer tropischen Depression aktualisiert. Das System blieb in den folgenden Tagen fast stationär und zeigte subtropische Eigenschaften. Am 17. Dezember löste es sich auf.

### Schwerer Tropischer Zyklon Evan

Zyklon Evan zieht westlich an Fidschi vorbei

Am 9. Dezember meldete das RSMC Nadi die Bildung der vierten tropischen Störung der Saison. Diese befand sich zum Zeitpunkt der Aktualisierung 150 km südsüdwestlich von Niulakita, Tuvalu und 220 km ostnordöstlich von Rotuma Island, Fidschi entfernt. Nur drei Stunden später wurde sie zu einer tropischen Depression heraufgestuft. Am 11. Dezember um 1800 UTC veröffentlichte das JTWC ebenfalls die erste Warnung zu dem System und führte dieses als tropischen Sturm 04P. Sechs Stunden später, nachdem das JTWC das System zu einem tropischen Sturm einstufte, aktualisierte das RSMC Nadi es zu einem tropischen Zyklon der Kategorie 1 auf der australischen Skala und nannte ihn Evan. Im Laufe des Tages konnte Evan sich immer besser organisieren und bildete eine gut sichtbare Zirkulation, was das JTWC dazu veranlasste, den Sturm zu einem Kategorie-1-Zyklon auf der Saffir-Simpson-Hurrikan-Windskala heraufzustufen. Das RSMC Nadi aktualisierte das System ebenfalls und stufte Evan zu einem Kategorie-2-Zyklon herauf. Der Zyklon setzte auch am 13. Dezember seine rasche Intensivierung fort, und verstärkte sich laut RSMC Nadi in der Nähe von Samoa in einen Schweren tropischen Zyklon der Kategorie 3. Wenig später aktualisierte auch das JTWC Evan zu einem Kategorie-3-Zyklon, allerdings auf der 1-minütigen Skala, die das JTWC verwendet. Zunächst hatte der Zyklon Schwierigkeiten sich weiterzuentwickeln und blieb bis zum 16. Dezember ein Zyklon der Kategorie 3, auf beiden Skalen. Am Morgen des 17. Dezembers meldete sowohl das RSMC Nadi als auch das JTWC, dass sich Evan kurz vor der Ankunft über Fidschi in einen Kategorie-4-Zyklon verstärkt hatte. Im Laufe des Tages begann sich der Sturm südlich der Inseln abzuschwächen und das RSMC Nadi meldete, dass es Evan zu einem Kategorie-3-Zyklon abgestuft hatte. Das JTWC berichtete ebenfalls, dass sich Evan abgeschwächt hatte und stufte den Zyklon am 18. Dezember zu einem Zyklon der Kategorie 2 ab. Der Sturm schwächte sich rasch weiter in einen schwachen Kategorie-1-Zyklon ab und wurde am nächsten Tag als außertropisch erklärt. Über die nächsten Tage zog das Resttief von Evan weiter nach Süden und erreichte am 20. Dezember den Verantwortungsbereich des TCWC Wellington. Am 25. Dezember löste es sich vollständig auf.
Durch die Auswirkungen des Zyklons sind in Samoa mindestens 4 Menschen getötet worden, 8 Fischer werden noch vermisst.

### Schwerer Tropischer Zyklon Freda
Am 26. Dezember begann das RSMC Nadi eine tropische Störung zu beobachten, die sich 1075 km nördlich von Port Vila, Vanuatu befand. Im Laufe des Tages zog die Störung Richtung Westen und entwickelte sich laut dem RSMC Nadi um Mitternacht in eine tropische Depression. Im Verlauf des Tages zog sie nach Südwesten über die südlichen Salomonen hinweg und wurde am 28. Dezember beim Verlassen der Inseln vom JTWC zu einem tropischen Sturm aktualisiert, der die Bezeichnung 05P erhielt. Als sich das System am Abend desselben Tages in der Nähe der Inseln Rennell und Bellona befand, wurde es vom RSMC Nadi zum tropischen Zyklon Freda heraufgestuft. Am 29. Dezember setzte Freda ihre Zugrichtung nach Südwesten fort und zog so in den australischen Verantwortungsbereich, kam aber nach einigen Stunden wieder zurück in den Südpazifik. Nachdem der Zyklon wieder im Verantwortungsbereich des RSMC Nadi war, aktualisierte dieses Freda zu einem Schweren tropischen Zyklon der Kategorie 3 mit andauernden Windgeschwindigkeiten von 150 km/h. In der Nacht zum 30. Dezember verstärkte sich der Zyklon erneut und zeigte ein gut definiertes Auge, weshalb das RSMC Nadi Freda zu einem Kategorie-4-Zyklon aktualisierte. Das JTWC folgte und meldete, dass Freda mit Windgeschwindigkeiten von 205 km/h auf der 1-minütigen Skala ihren Höhepunkt erreicht hatte. Nachdem Freda fast zu einem Kategorie-4-Zyklon auf der Saffir-Simpson-Hurrikan-Windskala heraufgestuft wurde, begann sie sich abzuschwächen. Um Mitternacht am Neujahrstag meldete das JTWC die Abschwächung in einen Kategorie-1-Zyklon, während das RSMC Nadi berichtete, dass sich Freda in einen Kategorie-2-Zyklon abgeschwächt hatte. Im Verlaufe des Tages löste sich ein Teil der Zirkulation Fredas vollständig auf und das RSMC Nadi stufte den Sturm zu einer tropischen Depression ab. Am folgenden Tag veröffentlichte das JTWC seine letzte Warnung zu dem System, als es über Neukaledonien zog und sich so weiter abschwächte. Am 4. Januar löste sich Freda etwa 630 km südwestlich von Nadi, Fidschi vollständig auf.

### Tropische Depression 06F
Spät am 30. Dezember meldete das RSMC Nadi die Bildung einer tropischen Störung 515 km westlich von Niue. Im Laufe des nächsten Tages zog die Störung langsam Richtung Süden und entwickelte sich in eine tropische Depression, bevor sie noch am selben Tag den Verantwortungsbereich des RSMC Nadi verließ.

### Tropische Störung 07F
Am 7. Januar meldete das RSMC Nadi, dass sich etwa 800 km nordöstlich von Papeete, Tahiti eine tropische Störung gebildet hat. Am folgenden Tag bewegte sich das System langsam nach Südosten und wurde am 9. Januar zum letzten Mal vom RSMC Nadi beobachtet.

### Tropische Depression 08F
Am 9. Januar bildete sich etwa 270 km nordöstlich von Wallis und Futuna eine tropische Störung.

### Schwerer Tropischer Zyklon Garry
Am 14. Januar meldete das RSMC Nadi die Entstehung einer tropischen Störung etwa 615 km südöstlich von Honiara, Salomonen.

### Tropische Störung 10F
Am 26. Januar entstand 80 km östlich der Duff-Inseln eine tropische Störung. Diese konnte sich allerdings nicht weiterentwickeln und löste sich bereits am 28. Januar wieder auf.

### Tropische Depression 11F
Ebenfalls am 26. Januar meldete das RSMC Nadi die Bildung einer weiteren tropischen Störung, die sich 615 km südöstlich von Suva, Fidschi befand. Die Störung konnte sich am folgenden Tag in eine tropische Depression entwickeln.

### Tropische Störung 12F
Am 1. Februar bildete sich 250 km nordöstlich von Mauke, Cookinseln eine tropische Störung. Diese konnte sich nicht weiterentwickeln und löste sich am 3. Februar auf.

### Tropische Störung 13F
Am 3. Februar meldete das RSMC Nadi die Bildung einer tropischen Störung etwa 360 km nordöstlich von Suva, Fidschi.
Am 7. Februar veröffentlichte das RSMC Nadi die letzte Warnung.

### Tropischer Zyklon Haley
Am 7. Februar entstand 450 km östlich von Suwarrow, Cookinseln eine tropische Störung. Zwei Tage später verstärkte sich diese in eine tropische Depression.

### Tropische Störung 15F
Am 21. Februar meldete das RSMC Nadi die Entstehung einer tropischen Störung etwa 320 km westlich von Nadi, Fidschi.

### Tropische Störung 16F
Eine tropische Störung bildete sich am 28. Februar etwa 390 km südlich von Honiara, Salomonen.

### Schwerer Tropischer Zyklon Sandra
Im Laufe des 9. März zog der im australischen Verantwortungsbereich entstandene Zyklon Sandra als ein Schwerer tropischer Zyklon der Kategorie 3 in den Südpazifik und befand sich bei der ersten Warnung des RSMC Nadi etwa 700 km südlich von Honiara, Salomonen.

### Tropische Störung 18F
Am 12. März meldete das RSMC Nadi die Bildung einer tropischen Störung etwa 465 km nördlich von Suva, Fidschi. Im Laufe der nächsten Tage zog das System nach Südwesten, bevor es am 15. März zum letzten Mal beobachtet wurde.

### Tropische Störung 19F
Am 14. März entstand etwa 530 km nordöstlich von Port Vila, Vanuatu eine tropische Störung. Im Laufe der nächsten Tage zog die Störung nach Südwesten und beeinflusste das Wetter in Vanuatu. Früh am 18. März wurde das System zum letzten Mal beobachtet.

### Tropische Störung 20F
Am 27. März meldete das RSMC Nadi, dass sich 210 km nordwestlich von Fidschi eine tropische Störung gebildet hat.

### Tropische Störung 21F
Spät am 20. April berichtete das RSMC Nadi, dass sich etwa 165 km südlich von Rotuma Island, Fidschi eine tropische Störung gebildet hat.

## Sturmnamen
Wenn innerhalb des Südpazifiks eine tropische Depression sich soweit verstärkt hat, dass die andauernden zehnminütigen Windgeschwindigkeiten mindestens 65 km/h betragen und diese Windgeschwindigkeiten das Zentrum mindestens zur Hälfte umgeben, werden diesen Stürmen Namen gegeben. Intensivieren sich diese Stürme zwischen dem Äquator und 25° S und dabei zwischen 160° O und 120° W, so werden diese vom Regional Specialized Meteorological Center in Nadi (RSMC Nadi) benannt. Intensiviert sich das System südlich von 25° S, so vergibt den Namen in Absprache mit dem RSMC Nadi das Tropical Cyclone Warning Center (TCWC Wellington) in Wellington, Neuseeland. Systeme, die aus dem Südpazifik in die australische Region wechseln oder von dort herüberziehen, behalten ihren ursprünglichen Namen. Der erste Zyklon der diese Saison benannt wird, wird den Namen Evan erhalten. Die folgenden Namen wurden für benannte Stürme benutzt:
Evan, Freda, Garry, Haley